# Wilfredo Oscorima
Wilfredo Oscorima Núñez (Cangallo, 16 de julio de 1961) es un empresario y político peruano. Es el actual gobernador regional de Ayacucho desde el 1 de enero del 2023, cargo que ya había ocupado en dos ocasiones de forma no consecutiva.

## Biografía
Wilfredo Oscorima nació en el distrito de Cangallo, ubicado en el departamento de Ayacucho, el 16 de julio de 1961.
Cursó sus estudios primarios en la Institución Educativa Basilio Auqui y los secundarios en el Colegio María Parado de Bellido, ambos ubicados en el distrito de Cangallo. En su juventud, se involucró en la industria de los casinos, estableciendo una empresa en 1997. Durante este periodo, Oscorima administró varios establecimientos de juego.

## Carrera política

### Gobernador Regional de Ayacucho
Wilfredo Oscorima incursiona en el ámbito político como militante del partido Alianza para el Progreso de César Acuña en el año 2010. Posteriormente ese mismo año decide participar en las elecciones regionales como candidato a la presidencia del Gobierno Regional de Ayacucho y pasó a segunda vuelta contra el candidato Rofilio Neyra del Movimiento Regional Todos con Ayacucho. Finalmente Oscorima logró ganar las elecciones y fue elegido como el nuevo gobernador regional de Ayacucho, siendo juramentado para el periodo 2011-2014.
Fue reelegido en el cargo en las elecciones regionales del 2014 para el periodo 2015-2018 por Alianza Renace Ayacucho.
El 5 de junio, retornó junto con su vicegobernador electo, Víctor de la Cruz, a sus funciones para poder culminar su gestión regional.
Oscorima fue reelecto como gobernador regional de Ayacucho en las elecciones regionales del 2022 y ocupa ese cargo hasta diciembre de 2026.
En el contexto de la convulsión social que sufrió el Perú entre 2022 y 2023, estuvo a favor de los pedidos de los manifestantes durante los primeros días. Posteriormente, se mostró en contra de que la ciudadanía emprendiera la denominada tercera toma de Lima, prevista a realizarse el 19 de julio del 2023, invocando a la tranquilidad de la población para supuestamente fomentar el desarrollo y progreso del país.
Oscorima también ha declarado públicamente su afinidad con el fujimorismo y su apoyo al expresidente Alberto Fujimori, quien fue condenado por los delitos de corrupción y violación contra los derechos humanos.

## Controversias

### Denuncias por enriquecimiento ilícito
En octubre del 2010, la Sexta Fiscalía Penal Provincial de Huamanga lo investigó por el delito de lavado de dinero proveniente de la explotación ilegal de tragamonedas y locales de prostitución.
En el año 2015 fue sentenciado a cinco años de cárcel efectiva por el delito contra la administración pública, en la modalidad de negociación incompatible y aprovechamiento indebido de su cargo, por los delitos de malversación de fondos y omisión de funciones, tras hallarlo culpable por la adquisición irregular de maquinarias en el 2011, cuando cumplía su primera gestión como gobernador regional de Ayacucho. No obstante, recién el 28 de marzo de 2016 fue capturado por la Policía Nacional.
El 17 de mayo del 2017, Wilfredo Oscorima salió del penal de Cachiche de Ica tras la decisión de la Corte Suprema de Justicia en Lima de ser absuelto del proceso judicial que enfrentaba.
En 2020, un colaborador eficaz compartió un cheque en que había ofrecido la constructora Obrainsa para la licitación irregular de una obra.

### Caso Rolex
Oscorima se vio implicado en el caso Rolex debido a un incremento en el presupuesto asignado a la región que gobernaba. A través de un decreto de urgencia, el gobierno de Dina Boluarte autorizó el desembolso de 100 millones de soles a favor de Oscorima, quien resultó ser el único beneficiario de este incremento.
Posteriormente, entre enero de 2023 y marzo de 2024, Oscorima realizó nueve visitas oficiales al Palacio de Gobierno. Tras la divulgación del caso, cambió en repetidas ocasiones su versión de los hechos. Inicialmente, negó haber adquirido relojes, pero posteriormente admitió que le habían sido prestados. En 2025, admitió públicamente ser el «wayki» (quechua de «amigo cercano») de Dina Boluarte y no le molesta su relación con la mandataria.